# 火龙果
火龙果又稱紅龍果、龙珠果、仙人掌果或量天尺果，是多種仙人掌科蛇鞭柱属的植物果實的總稱（過去分类为量天尺属）。水果呈椭圆形，直径10－12cm，表皮多為红色或黃色，覆有顶端綠色、整体呈圓角三角形的葉狀體（常称为“鳞片”），果肉常为灰白色、紫紅色，种子黑色。

## 名称
火龙果在英语中通常被称为（可直译为“龙果”），此英文名自1960年代以来开始使用，可能因火龙果的果皮似皮革以及其外部突出的尖鳞片而得名。除此外之外，更靠近该类植物原产地的拉丁美洲国家对其使用的俗名也通用于英语交流中，“Pitahaya”或“Pitaya”来自墨西哥，“Pitaya Roja”则来自中美洲和南美洲北部。

## 地理
蛇鞭柱属的火龙果种质发源于墨西哥南部和中美洲的古巴、尼加拉瓜、哥伦比亚等地，随着英国、法国、荷兰等欧洲国家的殖民活动，火龙果逐渐传入越南、泰国等东南亚地区。
据中国植物志英文修订版，量天尺最早於清朝顺治二年（约1645）年由荷蘭人引入台湾栽種，但因當時引入的種質自交不親和，主要作為庭院觀賞植物。20世紀中期，陳塗砂、吳連芳、王群光、施能文等人從越南、中南美洲（如波多黎各）等地多次引入紅皮白肉及紅皮紅肉品類的種質，使台灣火龍果產業得以自此快速發展，截至1999年农粮署已記載有380公顷的栽培面積。而中國大陆种植的火龙果主要是20世纪末才从台湾引进栽培并发展的品种。现今，火龙果在东亚、地中海沿岸、南亚、东南亚、美国、加勒比海、澳大利亚、太平洋岛屿等全球热带和亚热带地区均有种植。

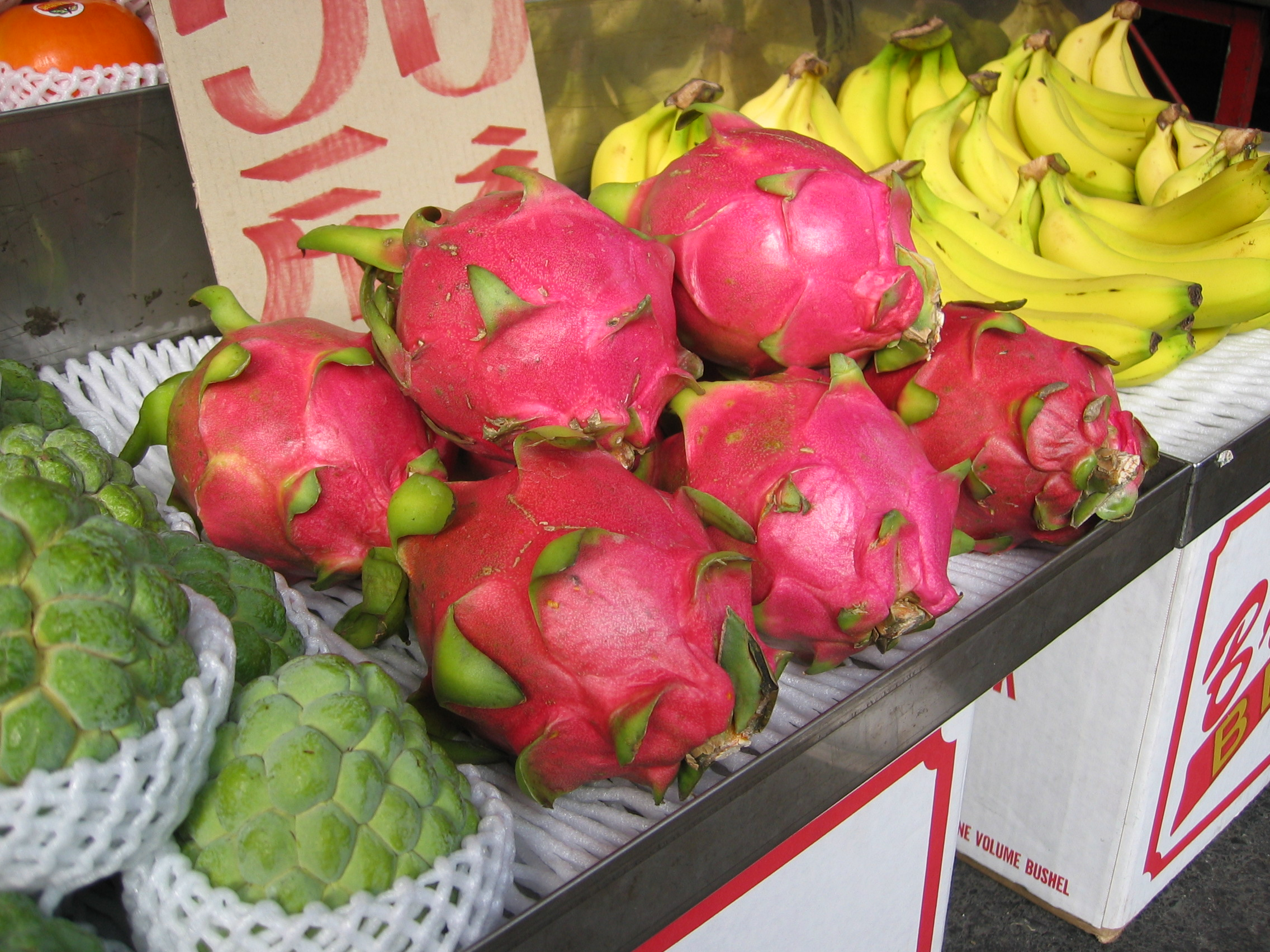
台湾市场摊位上的火龙果
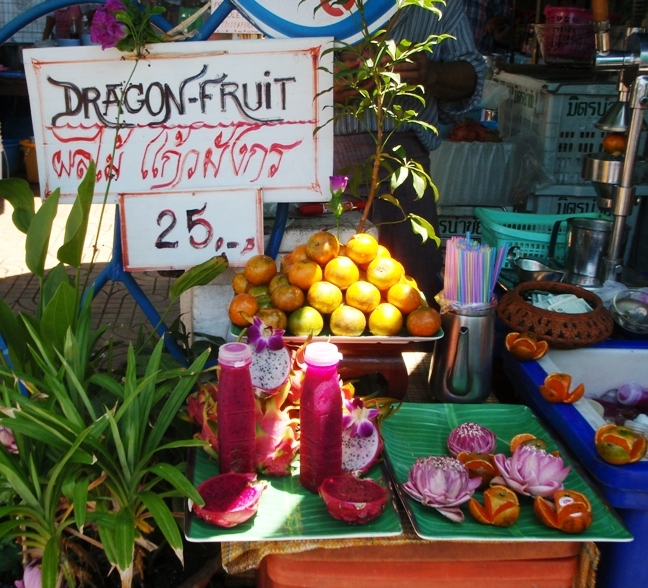
在泰国贩售的火龙果汁
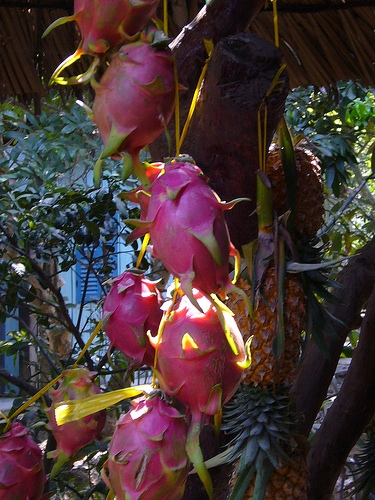
越南的成熟火龙果

## 演化關係
| 仙人掌科 - 柱狀仙人掌亞科 | \| \| 蛇鞭柱属（又名三角柱属、量天尺属） \| \| \| \| \| \| 狭花柱属 \| \| \| \| |
|                           | \| \| 蛇鞭柱属（又名三角柱属、量天尺属） \| \| \| \| \| \| 狭花柱属 \| \| \| \| |
|                           | 仙人柱屬                                                                        |
|                           |                                                                                 |
|                           | 蛇鞭柱属（又名三角柱属、量天尺属）                                              |
|                           |                                                                                 |
|                           | 狭花柱属                                                                        |
|                           |                                                                                 |

|  | 蛇鞭柱属（又名三角柱属、量天尺属） |
|  |                                    |
|  | 狭花柱属                           |
|  |                                    |

## 常見品类
不同物种或品种的火龙果依据大体的果皮、果肉颜色，可分为以下几个大类：
- 紅皮白肉类：多为量天尺[9]及其改良品种的果实，為栽培最普及的品类，果实较大，甜度较低，清涼爽口。
- 紅皮紅肉类：主要为哥斯达黎加量天尺（英语：Selenicereus_costaricensis）[10]，其栽培品种可能经过与红皮白肉种及其他红肉种的人工杂交，亦较为常见。栽培量比红皮白肉少，甜度較高。果肉中的红色主要来自甜菜紅素（英语：Betalain），大量食用後排泄物會變紅[11]。颜色、形态上相似的其他可食用物种包括细枝量天尺（英语：Selenicereus monacanthus）[12]、纽约量天尺[13]（S. ocamponis，也称“明金星”[14][15]；果实略微狭长[16][17]）、珀普斯蛇鞭柱[18]（S. purpusii）等[19]，市场上流通的红皮红肉火龙果也有可能是以上数种的杂交[7]。
- 黃皮白肉类：有刺、无卷翘果鳞者主要为黄麒麟量天尺（英语：Selenicereus_megalanthus）[20][21]及其改良品种的果实，商品名包括麒麟果及燕窩果[22]，籽大且硬，清甜而无腥味，甜度高，但是栽培量相对较少，价格较贵。果皮带刺，但处理过程当中一般会被去除或自行脱落。此外，也有部分量天尺的变异选育品种为金黄皮，除皮色外，其基本外形极似常见的红皮白肉量天尺[23]。
- 黄绿皮类，多为狭翅量天尺[24]（Selenicereus stenopterus）或其衍生品种，鳞片宽且钝，果肉白色，果肉与果皮交界处为橙色至红紫色[23]。狭翅量天尺的代表性人工杂交品种包括‘Bruni’、‘Connie Meyer’、‘Kathie Van Arum’等[25]，均为狭翅量天尺与量天尺的杂交，由德国人Eckhard Meier培育。
- 橙皮品种，果肉呈红色或白色，以红色居多，典型的品种有‘Frankie’s Red’等，据民间记载多为黄麒麟量天尺（英语：Selenicereus_megalanthus）与红肉红皮品类（如哥斯达黎加量天尺（英语：Selenicereus_costaricensis）和细枝量天尺（英语：Selenicereus monacanthus））的杂交[26]。

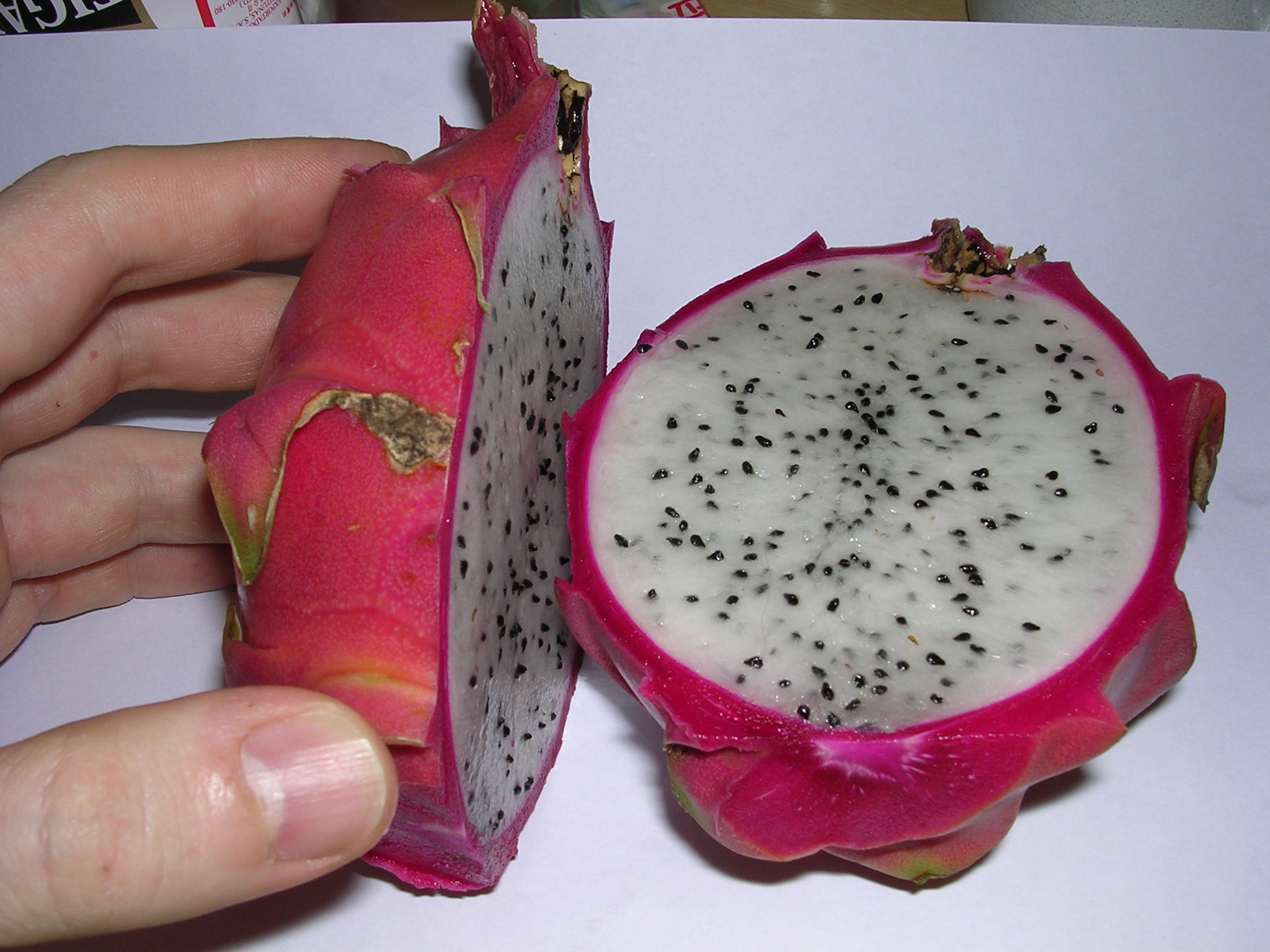
量天尺，紅皮白肉
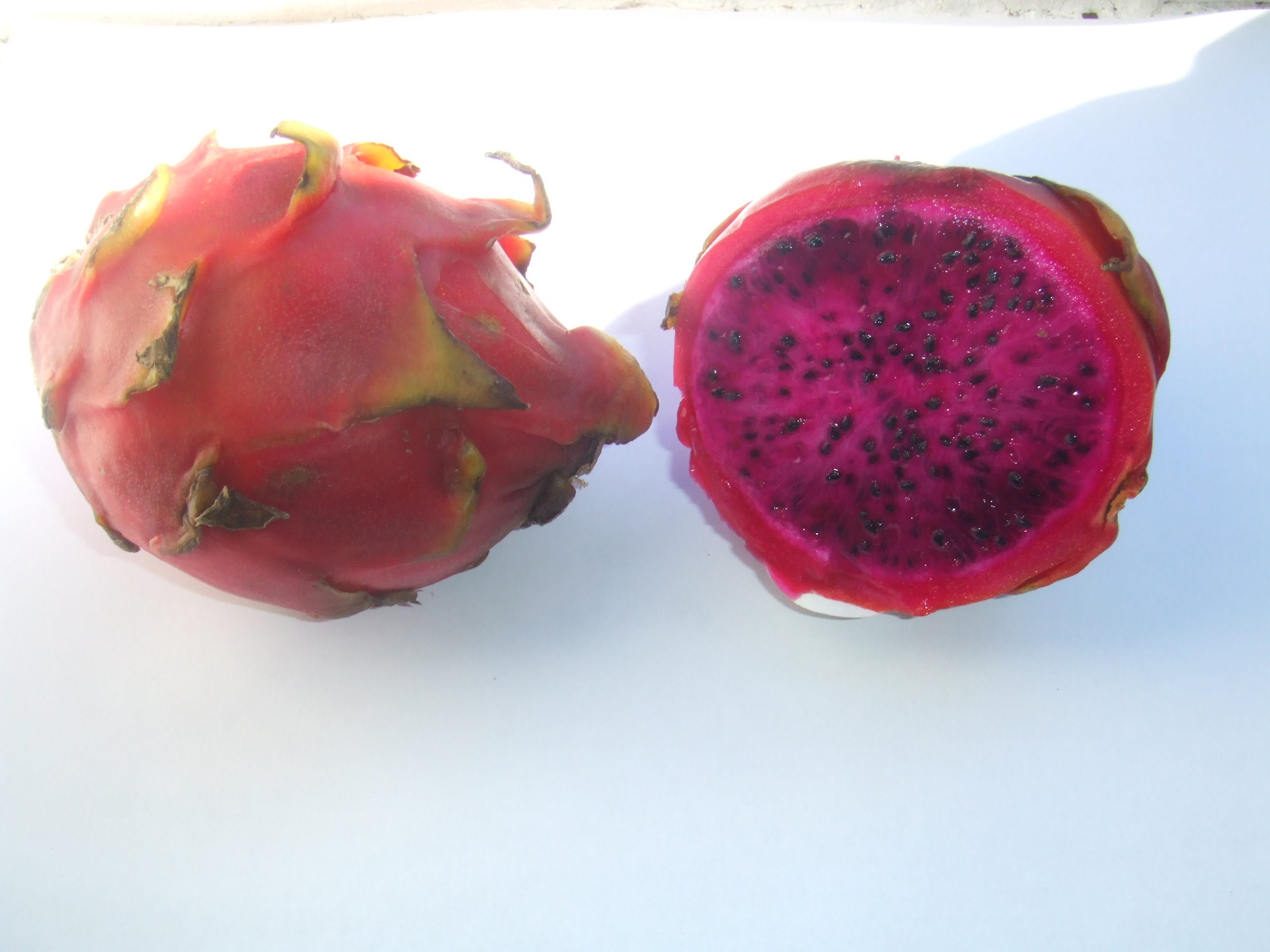
珀普斯蛇鞭柱（S. purpusii），红皮红肉
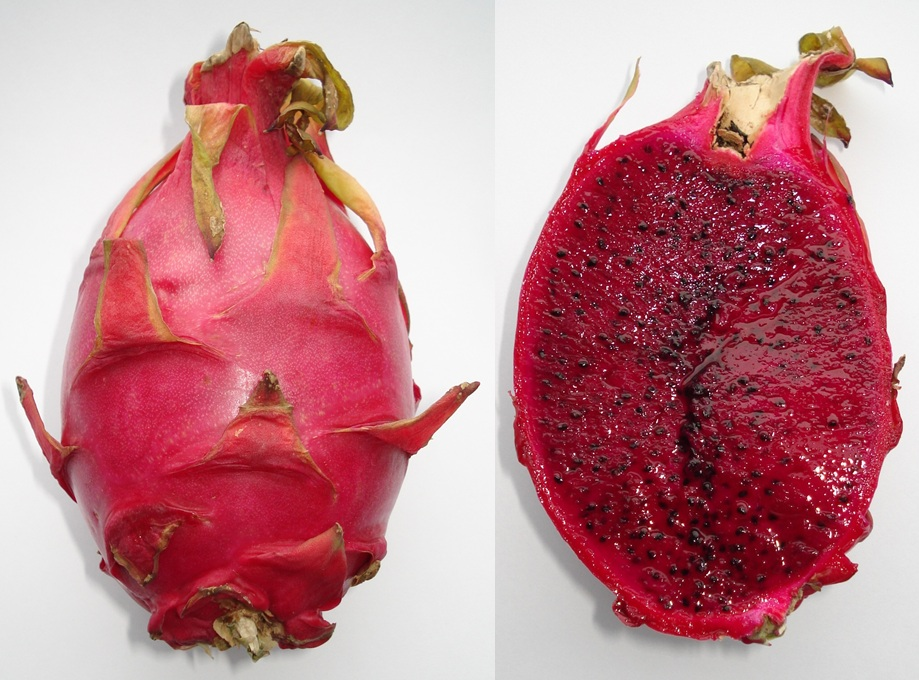
细枝量天尺（英语：Selenicereus monacanthus），红皮红肉
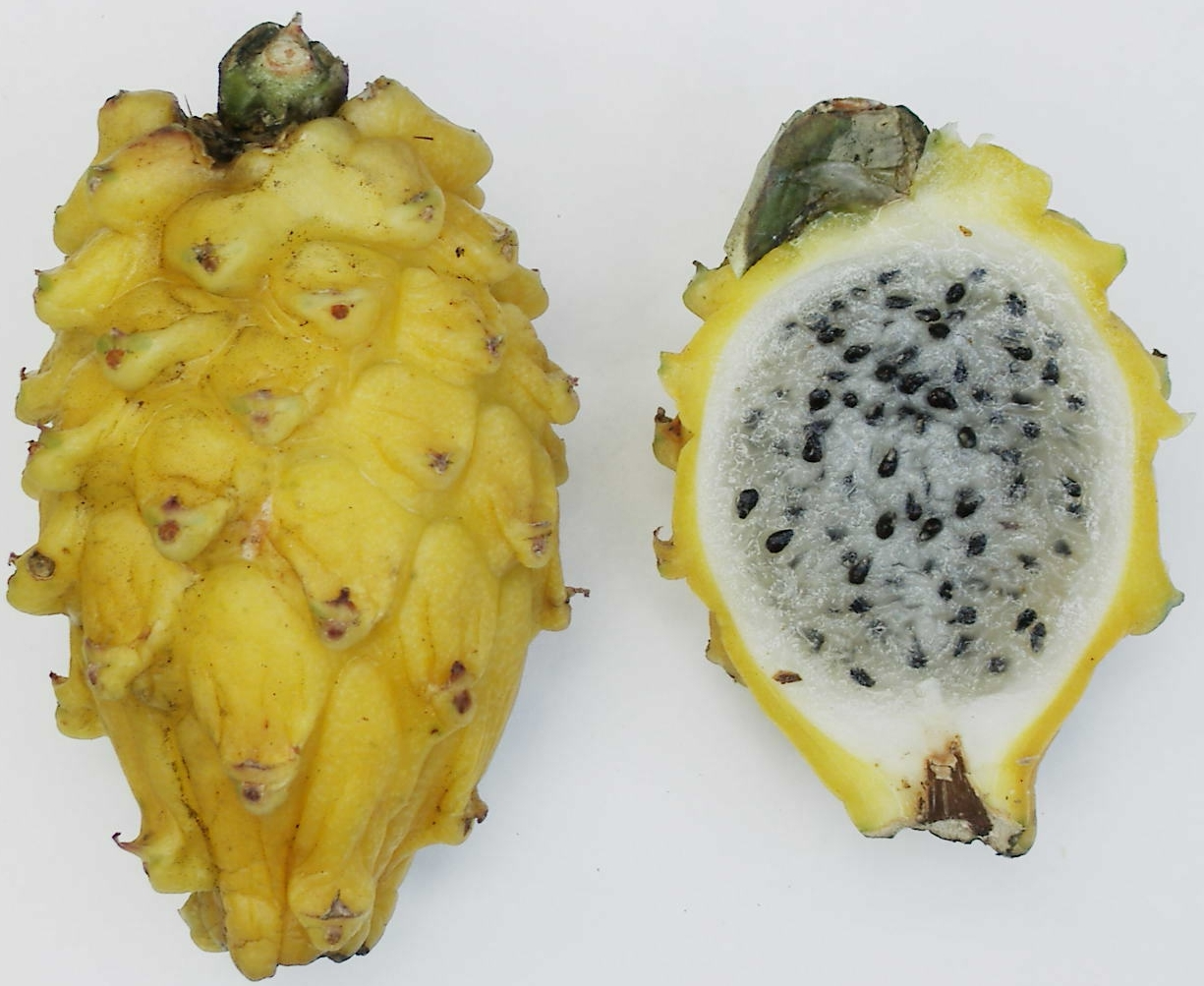
黄麒麟量天尺（英语：Selenicereus_megalanthus），黄皮白肉

## 種植方法

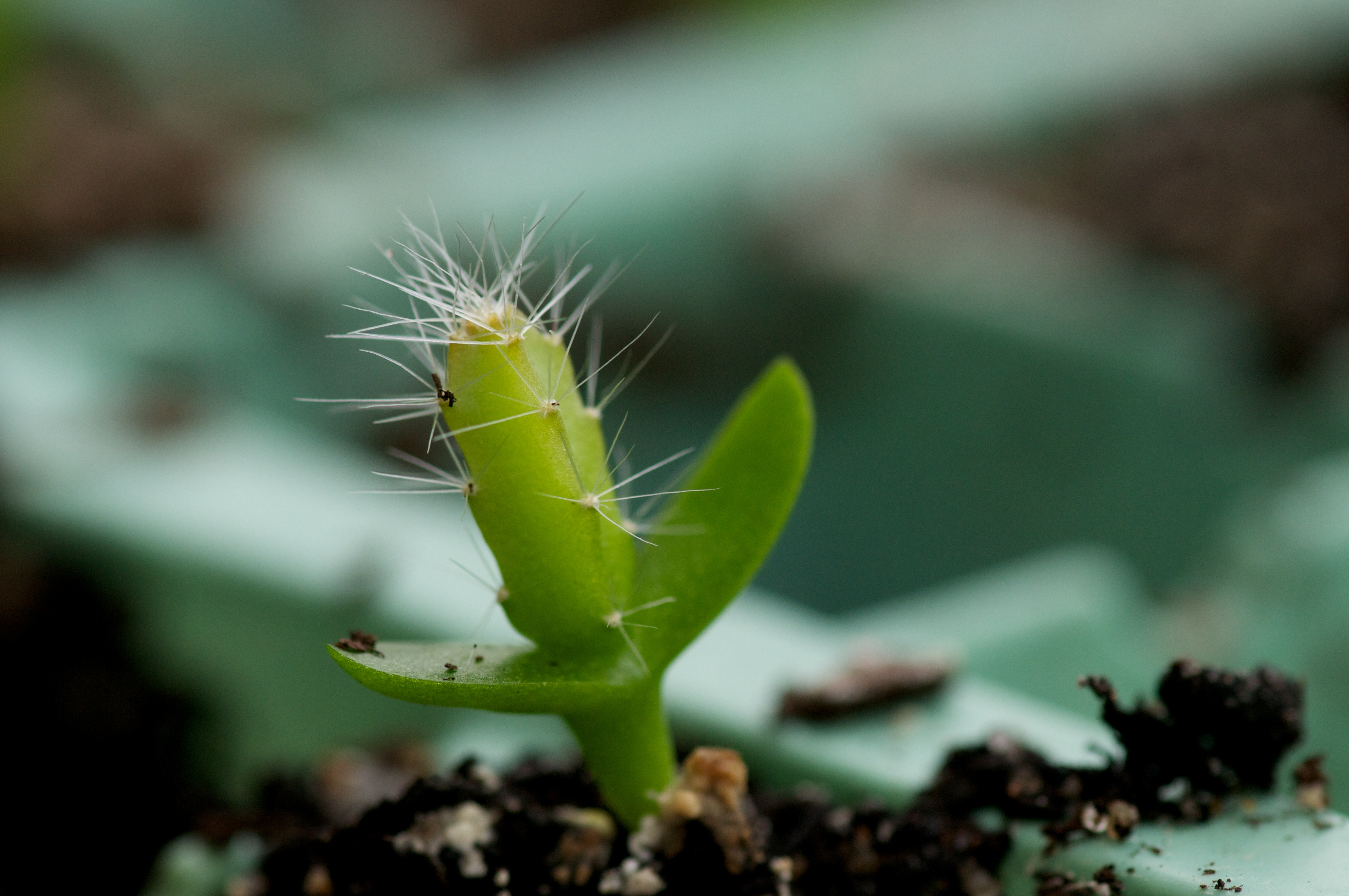
火龙果的小苗。两枚子叶中间长出仙人掌状的茎和刺。

自果肉內取得種子後使其完全乾燥後即可種植。也有人喜歡將火龍果拿來作桌上盆栽。可直接將種子密集鋪撒於介質上，將其完全噴濕後以保鮮膜蓋起來保濕，之後每天掀開噴水一次直至發芽後即可去掉保鮮膜。約一週後可長至一公分的長度。
考虑到播种繁殖的量天尺生长速度很慢，如果想快点看到量天尺开花结果，可以到网络上购买已经结过果实的枝条进行扦插。

## 營養
火龍果果實大部分都是水和碳水化合物，富含大量果肉纤维，有丰富的水溶性甜菜苷色素及脂溶性胡蘿蔔素，维他命B1、B2、B6、B12、C、鈣等。由於火龙果的甜味較淡，常被誤認爲是低糖水果，但這是因爲火龙果內主要含葡萄糖，而一般的果糖和蔗糖含量微乎其微，故糖尿病人不宜多食。
火龍果含有的蛋白質與纖維含量較高，可與重金屬離子螯合，但不應作爲重金屬中毒的治療劑。
紅肉火龍果，則較白肉的含有較高天然色素 – 甜菜紅素。這種色素亦是有效對抗細胞變異的抗氧化營養素，並可能有助減少血管硬化及心血管疾病的發作。

## 误区

### 和霸王花（剑花）的关系
霸王花和红皮白肉火龙果在生物学分类上属于同一个物种，但是外观有所不同（参考贵妃芒、绿化杧果树和杧果这个物种的关系）。

## 外部連結
- 認識植物 ─ 火龍果 （页面存档备份，存于）
- 嘉義市盧厝里的火龍果照片 （页面存档备份，存于）
- 火龍果花圖片 （页面存档备份，存于）
- 火龍果綻放之後 （页面存档备份，存于）
- 南投炎生火龍果實景圖片 （页面存档备份，存于）
- 三色火龍果各有優勢 （页面存档备份，存于）